# Paolo Cottrau
Paolo Cottrau (Napoli, 28 ottobre 1837 – Roma, 23 febbraio 1896) è stato un ammiraglio italiano di origini francesi.

## Biografia
Nacque a Napoli, nel Regno delle Due Sicilie, il 28 ottobre 1837 dall'editore e compositore francese Guglielmo Cottrau e Giovanna Cirillo, figlia di Domenico Cirillo nella nobile famiglia Cottrau, di origini alsaziane; aveva altri tre fratelli, ovvero Alfredo, Teodoro e Giulio, ed era inoltre nipote del viceammiraglio Napoleone Scrugli, zio da parte di madre in quanto marito di Teresa Cirillo, sorella di Giovanna.
Si arruolò nella Real Marina borbonica, raggiungendo il grado di guardiamarina nel 1853 e sottotenente di vascello nel 1859, unendosi poi alla Marina sabauda nel 1860 dopo le prime vittorie di Giuseppe Garibaldi. Partecipò all'assedio di Gaeta sul vascello Re Galantuomo, ottenendo una medaglia d'argento.
Promosso capitano di fregata l'8 dicembre 1867, si distinse come studioso di problemi d'artiglieria e venne chiamato a dirigere una nuova sezione apposita, confluita nel 1874 nella Direzione generale di artiglieria e torpedini, affidata all'ammiraglio Augusto Albini (Cottrau rimase a dirigere la sezione dedicata all'artiglieria), che lo stimò profondamente. Partecipò a diversi esperimenti presso il balipedio di Viareggio, pubblicando almeno due relazioni sulla Rivista Marittima, oltre che presso il balipedio di La Spezia.
Nel 1887 fu promosso al grado di contrammiraglio e poi viceammiraglio, assumendo la direzione generale di artiglieria e armamenti col compito di studiare l'applicazione e lo sviluppo di nuove armi di offesa subacquea.
Morì a Roma nella notte tra 23 e 24 febbraio 1896 in seguito ad una malattia cardiaca complicata da polmonite e nefrite. I funerali militari si tennero il 24 febbraio a Roma e la salma, traslata al cimitero del Verano, fu poi sepolta presso il cimitero monumentale di Poggioreale a Napoli.
Nel 1921 gli è stato intitolato il balipedio di La Spezia.